# Araruna (Paraná)
Araruna ist ein brasilianisches Munizip im Norden des Bundesstaats Paraná. Es hat 14.485 Einwohner (2022), die sich Ararunenser nennen. Seine Fläche beträgt 493 km². Es liegt 620 Meter über dem Meeresspiegel.

## Etymologie
Der Name kommt aus dem Tupí-Guaraní. Er bedeutet Schwarzer Arara, ein Vogel mit dunkelblauem Gefieder.

## Geschichte

### Besiedlung
Ursprünglich war Araruna als Caminho de Peabiru bekannt, der ein präkolumbianischer Verbindungsweg zwischen der Atlantikküste und Peru war. Im 16. Jahrhundert waren auf dieser Route zahlreiche Menschen und Expeditionen unterwegs.
Anfang der 1940er Jahre ließen sich Pioniere mit ihren Familien an der Estrada Boiadeira (Viehtriebstraße) nieder, die zum Hafen von São José am Paraná und in den Bundesstaat Mato Grosso do Sul führte. Die Straße war ein Teil des historischen Sankt-Thomas-Wegs. 
Durch die Behörde für Landinspektion des Staatsministeriums für Geographie, Land und Kolonisation wurde Anfang der 1950er Jahre festgestellt, dass das Dorf Fortschritte machte und Urbanisierungsmaßnahmen durchgeführt werden sollten. In diesem Zusammenhang taufte Sady Silva 1951 in seinem Entwicklungsplan das Dorf auf den Namen Araruna. Im darauf folgenden Jahr begann das Dorf mit dem Anbau von Kaffee, Baumwolle, Reis und anderen landwirtschaftlichen Produkten, die für das lokale Klima geeignet sind. Araruna wurde dann 1952 zum Distrikt des Munizips Peabiru erhoben.

### Erhebung zum Munizip
Araruna wurde durch das Staatsgesetz Nr. 3 vom 26. November 1954 aus Peabiru ausgegliedert und in den Rang eines Munizips erhoben. Es wurde am 29. November 1955 als Munizip installiert.

## Geografie

### Fläche und Lage
Araruna liegt auf dem Terceiro Planalto Paranaense (der Dritten oder Guarapuava-Hochebene von Paraná). Seine Fläche beträgt 493 km². Es liegt auf einer Höhe von 620 Metern.

### Vegetation
Das Biom von Araruna ist Mata Atlântica.

### Klima
Das Klima ist warm und gemäßigt. Es werden hohe Niederschlagsmengen verzeichnet (1806 mm pro Jahr). Die Klimaklassifikation nach Köppen und Geiger lautet Cfa. Im Jahresdurchschnitt liegt die Temperatur bei 21,2 °C.

### Gewässer
Araruna liegt überwiegend im Einzugsgebiet des Rio Piquirí. Dessen rechter Nebenfluss Rio Goioerê bildet die südliche Grenze des Munizips.
Zum Rio Ivái fließt dessen linker Nebenfluss Rio Ligeiro auf der westlichen Grenze des Munizips. Weitere Gewässer im Einzugsgebiet des Ivaí sind der Rio Claro und der Rio Guaretá.

### Straßen
Araruna ist über die PR-465 mit Peabiru und über die PR-558 mit Campo Mourão verbunden. Südlich des Kernorts durchschneidet die BR-487, bekannt als Estrada Boiadera, das Munizip von West nach Ost. 

### Nachbarmunizipien
| Cianorte          | Jussara                                     | Terra Boa    |
| Tuneiras do Oeste | Kompassrose, die auf Nachbargemeinden zeigt | Peabiru      |
| Farol             |                                             | Campo Mourão |

## Stadtverwaltung
Bürgermeister: Leandro Cesar de Oliveira, Cidadania (2021–2024)
Vizebürgermeister: Estefano Bartchechen, PSD (2021–2024)

## Demografie

### Bevölkerungsentwicklung
| Jahr | Einwohner | Stadt | Land |
| ---- | --------- | ----- | ---- |
| 1960 | 17.009    | 17 %  | 83 % |
| 1970 | 23.326    | 18 %  | 82 % |
| 1980 | 14.222    | 32 %  | 68 % |
| 1991 | 12.387    | 47 %  | 53 % |
| 2000 | 13.081    | 70 %  | 30 % |
| 2010 | 13.419    | 78 %  | 22 % |
| 2022 | 14.485    |       |      |

Quelle: IBGE (2011) und Volkszählung 2022

### Ethnische Zusammensetzung
| Gruppe * | 1991    | 2000    | 2010    | wer sich als …                                                                   |
| --- | ------- | ------- | ------- | -------------------------------------------------------------------------------- |
| Weiße | 87,3 %  | 75,5 %  | 66,3 %  | weiß bezeichnet                                                                  |
| Schwarze | 0,8 %   | 1,1 %   | 1,8 %   | schwarz bezeichnet                                                               |
| Gelbe | 0,4 %   | 0,0 %   | 0,1 %   | von fernöstlicher Herkunft wie japanisch, chinesisch, koreanisch etc. bezeichnet |
| Braune | 11,4 %  | 23,1 %  | 31,8 %  | braun oder als Mischung aus mehreren Gruppen bezeichnet                          |
| Indigene | 0,0 %   | 0,0 %   | 0,0 %   | Ureinwohner oder Indio bezeichnet                                                |
| ohne Angabe | 0,0 %   | 0,2 %   | 0,0 %   |                                                                                  |
| Gesamt | 100,0 % | 100,0 % | 100,0 % |                                                                                  |
| *) Das IBGE verwendet für Volkszählungen ausschließlich diese fünf Gruppen. Es verzichtet bewusst auf Erläuterungen. Die Zugehörigkeit wird vom Einwohner selbst festgelegt. |         |         |         |                                                                                  |

Quelle: IBGE (Stand: 1991, 2000 und 2010)